# Miss Monde 1998
Miss Monde 1998, est la 48e élection de Miss Monde, qui s'est déroulée le 26 novembre 1998 au Lake Berjaya Mahé Resort, sur l'île Mahé, aux Seychelles.
86 pays et territoires ont participé à l'élection. Les Seychelles accueille pour la 2e année consécutive la compétition.
L'Aruba et le Curaçao envoient pour la première fois des candidates hispanophones pour les représenter dans le concours.
La lauréate est Linor Abargil, Miss Israël, et succède à l'indienne Diana Hayden, Miss Monde 1997. Elle est la première Israélienne à remporter le titre de Miss Monde.

## Résultats

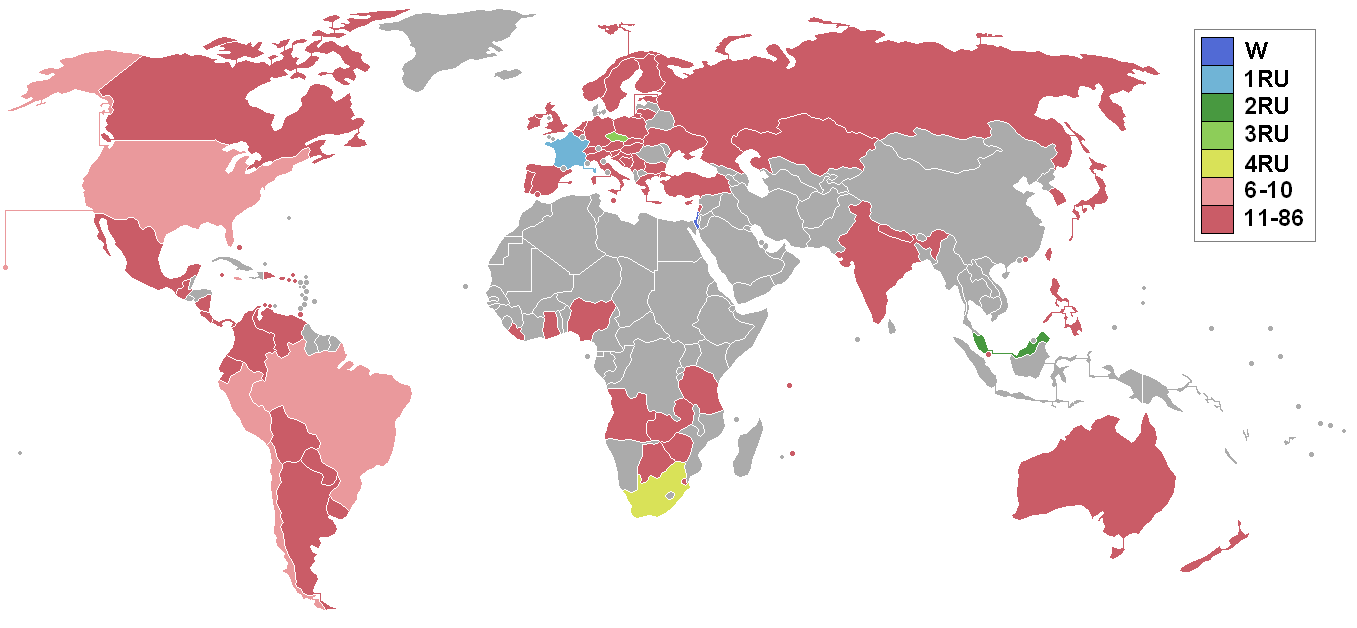
Pays et territoires participants et résultats.

| Résultat Final  | Candidates |
| --------------- | --- |
| Miss World 1998 | - Israël – Linor Abargil |
| 1re dauphine    | - France – Véronique Caloc |
| 2e dauphine     | - Malaisie – Lina Teoh |
| Top 5           | - République tchèque - Alena Šeredová - Afrique du Sud - Kerishnie Naicker                                                               |
| Top 10          | - Brésil – Adriana Reis - Chili – Daniella Campos - États-Unis – Shauna Gambill - Jamaïque – Christine Straw - Pérou – Mariana Larrabure |

## Reines de beauté des continents
| Continent      | Candidate                          |
| -------------- | ---------------------------------- |
| Afrique        | Afrique du Sud – Kerishnie Naicker |
| Amérique       | Chili – Daniella Campos            |
| Asie & Océanie | Israël – Linor Abargil             |
| Caraïbes       | Jamaïque – Christine Straw         |
| Europe         | France – Véronique Caloc           |

## Candidates
| - Afrique du Sud – Kerishnie Naicker - Allemagne – Sandra Ahrabian - Angola – Maria Manuela Cortez de Lemos João - Argentine – Natalia Elisa González - Aruba – Judelca Shahira Briceno - Australie – Sarah-Jane Camille St. Clair - Autriche – Sabine Lindorfer - Bahamas – LeTeasha Henrietta Ingraham - Belgique – Tanja Dexters - Bolivie – Bianca Bauer Áñez - Bosnie-et-Herzégovine – Samra Tojaga - Botswana – Earthen Pinkinyana Mbulawa - Brésil – Adriana Reis - Bulgarie – Polina Petkova - Canada – Leanne Baird - Chili – Daniella Andrea Campos Lathrop - Colombie – Mónica Marcela Cuartas Jiménez - Corée – Kim Kun-woo - Costa Rica – María Luisa Ureña Salazar - Croatie – Lejla Šehović - Curaçao – Jeameane Veronica Colastica - Chypre – Chrysanthi Michael - Équateur – Vanessa Natania Graf Alvear - Espagne – Rocío Jiménez Fernández - Estonie – Ly Jürgenson - États-Unis – Shauna Gene Gambill - Finlande – Maaret Saija Nousiainen - France – Véronique Caloc - Ghana – Efia Owusuaa Marfo - Gibraltar – Melanie Soiza - Grèce – Katia Marie Margaritoglou - Guatemala – Glenda Iracema Cifuentes Ruiz - Hollande – Nerena Ruinemans - Hong Kong Chine – Jessie Chiu Chui-Yi - Hongrie – Eva Horvath - Îles Caïmans - Gemma Marie McLaughlin - Îles Vierges britanniques – Virginia Olen Rubiane - Îles Vierges américaines – Wendy Sanchez - Inde – Annie Thomas - Irlande – Vivienne Doyle - Israël – Linor Abargil - Italie – Maria Concetta Travaglini - Jamaïque – Christine Renee Straw - Japon – Rie Mochizuki | - Kazakhstan – Anna Kirpota - Liban – Clemence Achkar - Liberia – Olivia Precious Cooper - Lituanie – Kristina Pakarnaite - Malaisie – Lina Teoh Pick Lim - Malte – Rebecca Camilleri - Maurice – Oona Sujaya Fulena - Mexique – Vilma Verónica Zamora Suñol - Népal – Jyoti Pradhan - Nicaragua – Claudia Patricia Alaniz Hernández - Nigeria – Temitayo Osobu - Norvège – Henriette Dankersten - Nouvelle-Zélande – Tanya Hayward - Panama – Lorena del Carmen Zagía Miro - Paraguay – Perla Carolina Benítez Gonzales - Pérou – Mariana Larrabure de Orbegoso - Philippines – Rachel Muyot Soriano - Pologne – Izabela Opęchowska - Portugal – Marcia Vasconcelos - Porto Rico – Antonia Alfonso Pagán - République dominicaine – Sharmin Arelis Díaz Costo - République tchèque – Alena Šeredová - Russie – Tatiana Makrouchina - Saint-Martin – Myrtille Charlotte Brookson - Seychelles – Alvina Antoinette Grand d'Court - Singapour – Grace Chay - Slovaquie – Karolina Cicatkova - Slovénie – Mihaela (Miša) Novak - Suède – Jessica Magdalena Therése Almenäs - Suisse – Sonja Grandjean - Swaziland – Cindy Stanckoczi - Taipei chinois – Chen Yi-Ju - Tanzanie – Basila Kalubha Mwanukuzi - Trinité-et-Tobago – Jeanette Marie La Caillie - Turquie – Buket Saygi - Ukraine – Nataliya Nadtochey - Royaume-Uni – Emmalene McLoughlin - Uruguay – María Desiree Fernández Mautone - Venezuela – Verónica Schneider Rodríguez - Yougoslavie – Jelena Jakovljević - Zambie – Chisala Chibesa - Zimbabwe – Annette Kambarami |

## Déroulement de la cérémonie
Le début de la cérémonie commence dès l'arrivée du chanteur jamaïco-britannique Errol Brown qui interprète You Sexy Thing, l'un des tubes de son groupe Hot Chocolate dont il était membre, suivit des candidates habillées en tenue décontractée.
Vient ensuite, une présentation sur les Seychelles, pays hôte du concours, qui s'appuie notamment sur ses plages, sa faune et sa flore ainsi que l'accueil chaleureux qui fut réservé aux candidates lors de leur arrivée sur l'archipel.
Les 86 candidates sont séparées en groupe de huit. Les candidates d'un groupe présentent chacune leurs projets futurs au lieu de parler d'elle-même, ce qui est contraire aux élections précédentes. Elle défilent ensuite en tenue de jour.
Elles défilent par la suite en tenue de soirée.
Les 10 demi-finalistes sont par la suite annoncées par Ronan Keating.
Eric Morley annonce Miss Malaisie en tant que 2e dauphine, puis, Miss France en tant que 1re dauphine.
À la fin de la cérémonie, Eric Morley annonce Miss Israël comme gagnante, qui n'est autre que Linor Abargil. Elle fait remporter sa première couronne à Israël.

### Prix attribués
- Miss Personnalité (Miss Personality) :  Seychelles – Alvina Grandcourt[1]
- Miss Photogénique (Miss Photogenic) :  Brésil – Adriana Reis
- Meilleur vêtement du jour (Best Day Wear) :  Australie – Sarah-Jane Camille St. Clair
- Meilleur vêtement de soirée (Best Evening Wear) :  Finlande – Maaret Saija Nousiainen

### Musique
- Ouverture de cérémonie : You Sexy Thing - Hot Chocolate (chanté par son ancien chanteur principal Errol Brown)
- Défilé en tenue de soirée :
  - Soul Bossa Nova - Quincy Jones
  - Une Very Stylish Fille - Dimitri from Paris
  - Garden Party - Mezzoforte
  - Pick Up the Pieces - Average White Band
  - Would You Go To Bed With Me - Touch & Go

### Jury
| Membre | Membre             | Nationalité   | Notes                                                |
| ------ | ------------------ | ------------- | ---------------------------------------------------- |
|        | Eric Morley        | Britannique   | Fondateur et président de l'Organisation Miss Monde. |
|        | Diana Hayden       | Indienne      | Miss Monde 1997.                                     |
|        | Sophie Dahl        | Britannique   | Ecrivaine et mannequin.                              |
|        | Pilín León         | Vénézuélienne | Miss Monde 1981.                                     |
|        | Jonah Lomu         | Néo-zélandais | Joueur de rugby à XV.                                |
|        | Mark Newson        | Britannique   | Footballeur.                                         |
|        | Terry O'Neill      | Britannique   | Photographe.                                         |
|        | Mica Paris         | Britannique   | Actrice, chanteuse et animatrice de télévision.      |
|        | Jacques Villeneuve | Canadienne    | Pilote automobile.                                   |

## Observations